# (35199) 1994 PE3
1994 PE3 (asteroide 35199) é um asteroide da cintura principal. Possui uma excentricidade de 0.15135140 e uma inclinação de 12.41340º.
Este asteroide foi descoberto no dia 10 de agosto de 1994 por Eric Walter Elst em La Silla.